# Puente Carpineto
El puente Carpineto (también conocido como Viaducto Carpineto) es un puente de carretera construido en la autopista Raccordo autostradale 5 (Sicignano-Potenza), ubicada en el sur de Italia. Está situado unos 3 km al nornoroeste de la localidad de Vietri di Potenza, en la región de Basilicata.

## Construcción y técnica
El viaducto Carpineto consiste en dos puentes atirantados paralelos, idénticos entre sí. Cada uno da paso a una de las calzadas (de dos carriles) de la autopista RA 5. El tramo central de 181 m de luz, salva una vaguada en la que las condiciones del terreno no permitieron la construcción de pilares.
Diseñada por Riccardo Morandi y completada en 1977, la estructura posee pilares de acero pretensado y de hormigón armado, con vigas reticulares. El atirantado se resuelve mediante solo ocho tensores en cada puente, recubriéndose con hormigón el haz de cables interiores para evitar las vibraciones y la corrosión.
El puente Carpineto tiene un único vano de 181 m de largo entre los apoyos, elevados 29 m sobre la calzada. Están inclinados hacia el exterior del vano central, y se anclan hacia atrás. Los bloques de anclaje, de aproximadamente 16 m de largo, se apoyan en el suelo mediante barras horizontales de hormigón de 12 m de largo sobre la base de cada pilar.